# Antepipona monomotapa
Antepipona monomotapa är en stekelart som beskrevs av Gusenleitner 2001. Antepipona monomotapa ingår i släktet Antepipona och familjen Eumenidae. Inga underarter finns listade i Catalogue of Life.